# Rudolf Trost
Rudolf Trost (ur. 27 sierpnia 1940 w Grazu) – austriacki szermierz i pięcioboista, brązowy medalista mistrzostw świata w szermierce.
Podczas mistrzostw świata w Montrealu w 1967 roku wywalczył brązowy medal w turnieju indywidualnym szpadzistów. W zawodach tych wyprzedzili go jedynie reprezentanci ZSRR: Aleksiej Nikanczikow i Hryhorij Kriss.
Na igrzyskach olimpijskich w Tokio w 1964 roku startował w szpadzie, indywidualnie docierając do półfinałów, a drużynowo odpadł w drugiej rundzie. W pięcioboju indywidualnie zajął 32. miejsce, a drużynowo 10. miejsce. Na rozgrywanych cztery lata później igrzyskach olimpijskich w Meksyku we florecie indywidualnym odpadł w rundzie eliminacyjnej, a w szpadzie indywidualnej odpadł w drugiej rundzie. Brał też udział w igrzyskach olimpijskich w Monachium w 1972 roku, gdzie w szpadzie indywidualnej dotarł do ćwierćfinałów, a w turnieju drużynowym odpadł w drugiej rundzie.
Kilkukrotnie zdobywał mistrzostwo kraju w szermierce: we florecie indywidualnym w latach 1968-1969 oraz szpadzie indywidualnej w latach 1963–1966, 1969 i 1971.